# Championnat de France de baseball Élite 2007
Navigation
2006 2008
Le Championnat de France de baseball Élite 2007 regroupe les meilleures équipes françaises de baseball. Rouen Baseball 76 conserve son titre de champion de France.

## Déroulement
La saison régulière se déroule sur 14 journées du 25 mars 2007 au 12 août 2007. Chaque club devait jouer 28 rencontres (2 lors de chaque journée), mais à la suite du forfait général de Saint-Lô au début du mois de juin, chaque équipe doit jouer 24 rencontres. Les demi-finales au meilleur des cinq rencontres se sont tenues les 4 et 5 août 2007. La finale du Championnat se tient à Chartres du 10 au 12 août 2007.
Joris Bert, champ centre rouennais, commence la saison sous les couleurs des Huskies mais il ne prend pas part à la fin de la phase régulière et aux phases finales à la suite de son transfert aux États-Unis.

## Clubs
Sur les 8 équipes engagées, 2 se situent en Normandie et 3 en Ile de France. Six des 8 clubs de la division Élite sont situés dans la moitié Nord du pays. Les Seagulls de Cherbourg ont décliné l'accession en Élite et restent en Nationale 1 malgré leur titre en 2006.
Au cours de la saison, Saint-Lô a abandonné. Le club ne sera pas classé et rétrogradé.
- Hawks de La Guerche (Ille-et-Vilaine)
- Barracudas de Montpellier (Hérault)
- Paris UC (Paris)
- Huskies de Rouen (Seine-Maritime)
- Jimmer's de Saint-Lô (Manche)
- Lions de Savigny (Essonne)
- Templiers de Sénart (Seine-et-Marne)
- Tigers de Toulouse (Haute-Garonne)

## Saison régulière
| - 1re journée, 25 mars 2007 - La Guerche 0, Rouen 10 - La Guerche 0, Rouen 6 - Montpellier 0, Savigny 16 - Montpellier 2, Savigny 10 - Paris UC 1, Sénart 11 - Paris UC 1, Sénart 11 - 2e journée, 1er avril 2007 - Montpellier, Toulouse (report, pluie) - Montpellier 3, Toulouse 6 - Savigny 18, Paris UC 3 - Savigny 18, Paris UC 0 - Sénart 5, La Guerche 3 - Senart 15, La Guerche 3 - 3e journée, 15 avril 2007 - Rouen 11, Montpellier 1 - Rouen 17, Montpellier 2 - Paris UC 3, Toulouse 15 - Paris UC 1, Toulouse 17 - Savigny 10, La Guerche 0 - Savigny 10, La Guerche 4 - 4e journée, 22 avril 2007 - Rouen 12, Paris UC 0 - Rouen 15, Paris UC 6 - La Guerche 8, Toulouse 6 - La Guerche 1, Toulouse 10 - Sénart 5, Montpellier 0 - Sénart 11, Montpellier 1 - 5e journée, 29 avril 2007 - Rouen 4, Toulouse 0 - Rouen 11, Toulouse 1 - Savigny 6, Senart 4 - Savigny 7, Senart 6 - Montpellier 11, Paris UC 5 - Montpellier 5, Paris UC 3 |  | - 6e journée, 6 mai 2007 - Savigny 4, Rouen 3 - Savigny 4, Rouen 5 - Sénart 1, Toulouse 0 - Sénart 4, Toulouse 9 - La Guerche 1, Paris UC 3 - La Guerche 2, Paris UC 1 - 7e journée, 13 mai 2007 - Rouen 1, Sénart 6 - Rouen 14, Sénart 5 - Toulouse 4, Savigny 2 - Toulouse 1, Savigny 7 - Montpellier 7, La Guerche 4 - Montpellier 8, La Guerche 4 - 8e journée, 27 mai 2007 - Rouen 14, La Guerche 1 - Rouen 5, La Guerche 4 - Savigny 9, Montpellier 6 - Savigny 6, Montpellier 3 - Sénart 9, Paris UC 0 - Sénart 12, Paris UC 2 - 9e journée, 3 juin 2007 - Toulouse 1, Montpellier 3 - Toulouse 1, Montpellier 15 - Paris UC 0, Savigny 11 - Paris UC 3, Savigny 13 - La Guerche 0, Sénart 9 - La Guerche 0, Sénart 1 - 10e journée, 10 juin 2007 - Rouen 11, Savigny 6 - Rouen 4, Savigny 5 - Toulouse 1, Sénart 7 - Toulouse 4, Sénart 10 - Paris UC 3, La Guerche 2 - Paris UC 2, La Guerche 13 |  | - 11e journée, 24 juin 2007 - Montpellier 2, Rouen 6 - Montpellier 8, Rouen 7 - Toulouse 7, Paris UC 3 - Toulouse 14, Paris UC 2 - La Guerche 2, Savigny 3 - La Guerche 2, Savigny 18 - 12e journée, 1er juillet 2007 - Paris UC 0, Rouen 17 - Paris UC 1, Rouen 6 - Toulouse 21, La Guerche 0 - Toulouse 5, La Guerche 4 - Montpellier 3, Sénart 1 - Montpellier 1, Sénart 2 - 13e journée, 8 juillet 2007 - Toulouse 2, Rouen 5 - Toulouse 3, Rouen 8 - Sénart 8, Savigny 11 - Sénart 2, Savigny 7 - Paris UC 3, Montpellier 4 - Paris UC 0, Montpellier 22 - 14e journée, 15 juillet 2007 - Sénart 3, Rouen 13 - Senart 7, Rouen 11 - Savigny 6, Toulouse 8 - Savigny 8, Toulouse 9 - La Guerche 0, Montpellier 10 - La Guerche 2, Montpellier 13 - match en retard, 22 juillet 2007 - Montpellier 7, Toulouse 3 |

| Rang | Club                      | Joués | Victoires | Défaites |
| 1er  | Huskies de Rouen          | 24    | 20        | 4        |
| 2e   | Lions de Savigny          | 24    | 19        | 5        |
| 3e   | Templiers de Sénart       | 24    | 15        | 9        |
| 4e   | Barracudas de Montpellier | 24    | 13        | 11       |
| 5e   | Tigers de Toulouse        | 24    | 12        | 12       |
| 6e   | Hawks de La Guerche       | 24    | 3         | 21       |
| 7e   | Paris UC                  | 24    | 2         | 22       |

## Play-offs

### Demi-finales
Au meilleur des cinq matchs sur le terrain du club le mieux classé en phase régulière (4 et 5 août)
- A Rouen, Rouen bat Montpellier par trois victoires à une : 6-7, 7-4, 13-3, 6-4
- A Savigny, Sénart bat Savigny par trois victoires à une : 7-6, 4-3, 1-6, 10-8

### Finale
Au meilleur des cinq matchs, sur terrain neutre à Chartres
- 10 août, 15 h 00 : Sénart bat Rouen 1-0
- 11 août, 13 h 30 : Rouen bat Sénart 3-1
- 11 août, 17 h 00 : Rouen bat Sénart 8-0
- 12 août, 11 h 00 : Sénart bat Rouen 3-2
- 12 août, 15 h 00 : Rouen bat Sénart 9-8

À l'occasion du quatrième match, Rouen mène 2-0 à l'attaque de la neuvième manche après des points marqués en troisième et cinquième manche. Dos au mur, Sénart parvient à revenir au score lors de la première moitié de la neuvième manche, puis marque le point de la victoire en dixième manche.
Lors du cinquième et dernier match, Sénart prend nettement l'avantage au tableau d'affichage en menant 7-2 après trois manches en marquant notamment cinq points en troisième manche. Rouen entame alors un retour progressif en grignotant des points au fil des manches et en stoppant l'hémorragie défensive. Les Huskies reviennent ainsi à 8-6 après sept manches et prennent l'avantage en huitième en marquant trois nouveaux points. Le score ne change pas en neuvième manche, et Rouen gagne ce match décisif.
Rouen Baseball 76 conserve son titre de champion de France.